# Juusa (jezioro)
Juusa (est. Juusa järv) – jezioro w Estonii, w prowincji Valgamaa, w gminie Otepää. Położone jest na wschód od wsi Arula. Ma powierzchnię 3,5 ha, linię brzegową o długości 2011 m, długość 620 m i szerokość 530 m. Sąsiaduje z jeziorami Pühajärv, Kõlli, Tornijärv, Otipeipsi, Kärnjärv, Kääriku, Ruusa. Na północ od jeziora przepływa rzeka Voki oja.